# فوسامبو سور لو لاك (كيبك)
فوسامبو سور لو لاك (بالإنجليزية: Fossambault-sur-le-Lac)‏ هي بلدية محلية في كيبيك تقع في كندا في La Jacques-Cartier Regional County Municipality. يقدر عدد سكانها بـ 1,613 نسمة ومساحتها 13.80 كم2 وترتفع عن سطح البحر 367 متر.